# Abisynia (Poznań)

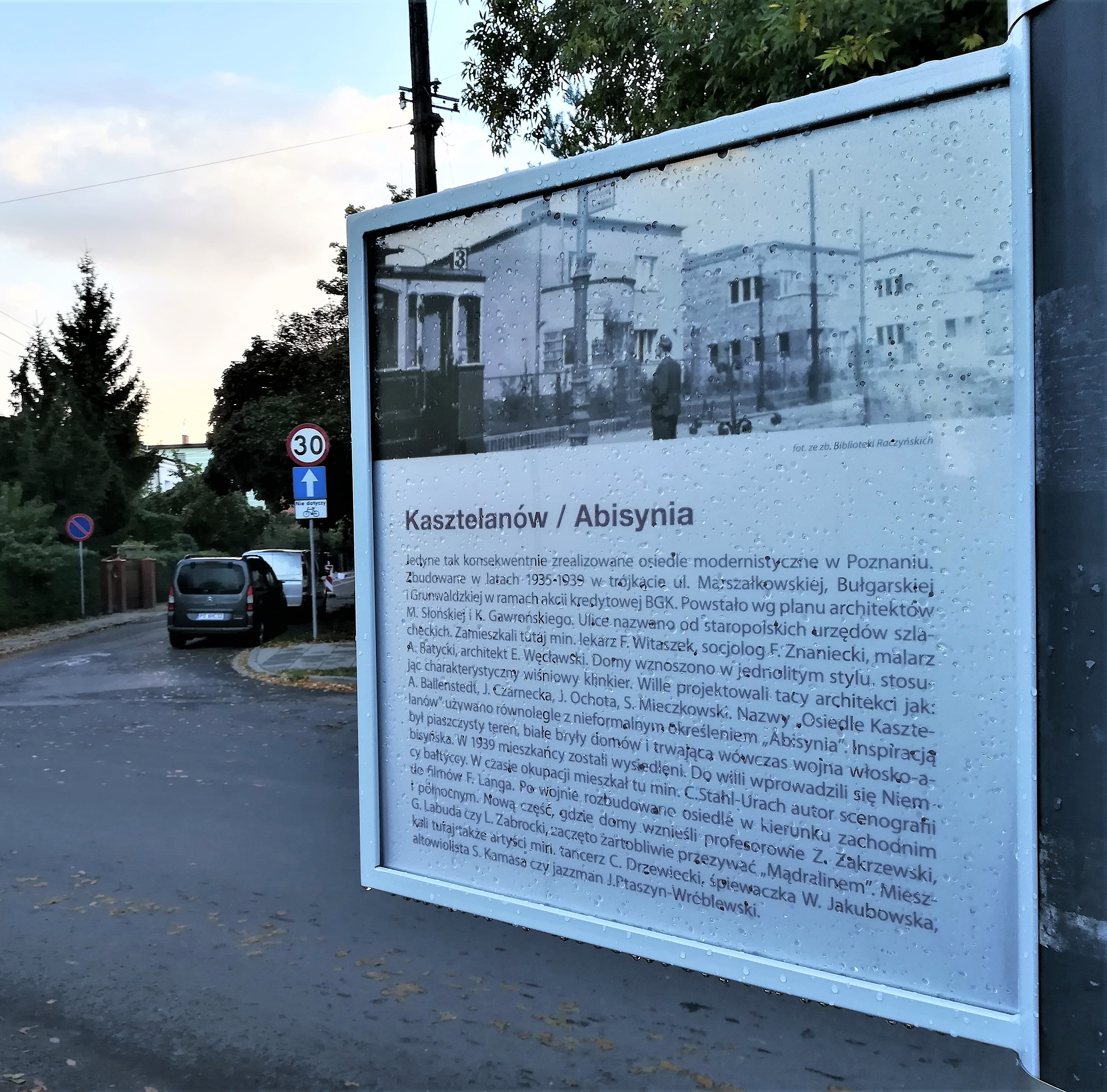
Tablica informująca o historii osiedla

Abisynia (później Kasztelanów, choć nazwa ta obejmuje znacznie szerszy obszar, także: Ostroróg B, Osiedle Bankowe oraz Nowe Osiedle Grunwaldzkie, części też pot.: Kuszewo, Mądralin, niem. 1939–1945: Klein Palästina) – osiedle w Poznaniu zlokalizowane w trójkącie ulic: Grunwaldzka, Bułgarska i Marszałkowska. Znajduje się w obrębie jednostki obszarowej miasta Kasztelanów (osiedle administracyjne Grunwald Południe). Stanowi cenną pamiątkę rozwoju urbanistycznego miasta i zespół architektury modernistycznej.

## Historia

### Przed budową
Teren osiedla od połowy XVIII wieku zwano polami górczyńskimi. Pierwszym znanym z imienia i nazwiska właścicielem tych terenów był Szymon Palacz. Nabył je (około 300 hektarów) wraz z żoną, Marianną z domu Kazubską w 1859. W 1900 pola górczyńskie włączono w granice administracyjne miasta Poznania. Od czasu do czasu były terenami ćwiczeń 2. Przybocznego Pułk Huzarów im. Królowej Wiktorii oraz 6. Pułku Grenadierów im. Hrabiego Kleista von Nollendorfa (później ćwiczyli tu także żołnierze Wojska Polskiego). Nieznane są dane właściciela tych terenów w tamtych czasach, choć pewne poszlaki wskazują, że mógł to być Max Johow (twórca tzw. Johow-Gelände na Świętym Łazarzu). Sprzedał on ziemię Komisji Kolonizacyjnej, a ta planowała osiedlić tu kolonistów z Niemiec, jednak nigdy do tego nie doszło z uwagi na odzyskanie przez Polskę niepodległości w 1918. Tereny nadal wykorzystywane były przez rolników jako pola uprawne i pastwiska, przy czym największymi właścicielami byli wówczas Hans Krause (posiadacz folwarku Marcelin) i Antoni Kaiser z Górczyna. W latach 20. XX wieku za szpitalem diakonisek powstał hipodrom, na którym odbywały się ważne uroczystości państwowe i militarne, m.in. gościli tu marszałek Józef Piłsudski, prezydent Ignacy Mościcki i generał Józef Haller. W maju 1924 miała tu miejsce prawdopodobnie pierwsza w Polsce rekonstrukcja historyczna, kiedy to podczas uroczystości zorganizowanych pod patronatem generała Kazimierza Raszewskiego zaaranżowano walki z bolszewikami. Na początku lat 30. XX wieku nieco bardziej na zachód powstawać zaczęło osiedle Ostroroga, które wkrótce stało się bardzo prestiżowym i modnym adresem, tworząc podstawę przestrzenną dla dalszej zabudowy tych terenów.

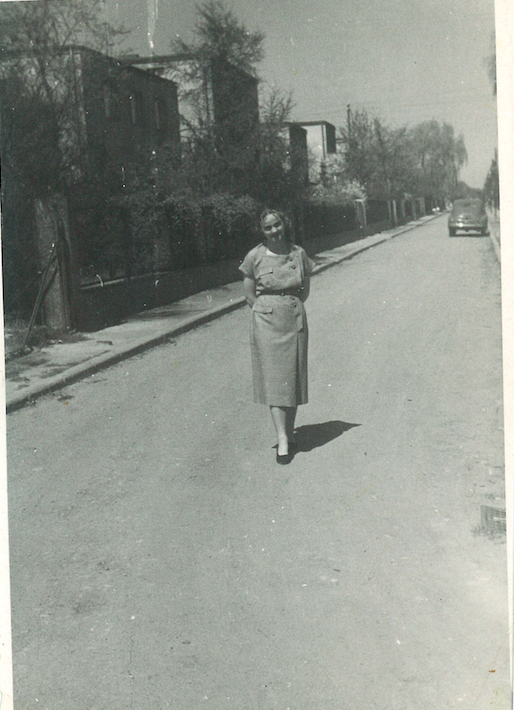
Ulica Podkomorska około 1955

### Budowa i początki
W 1932 Bank Gospodarstwa Krajowego zarządził akcję terenowo-budowlaną dla Poznania, a wybór terenów pod inwestycję powierzył szefowi Wydziału Rozbudowy Miasta Władysławowi Czarneckiemu. Warunkiem Banku było kompletne urządzenie (uzbrojenie) ulic z wkalkulowaniem tego w cenę sprzedaży gruntu. Czarnecki kierował się wyborem terenów w pobliżu innego, już istniejącego osiedla, co miało ułatwić dociągnięcie mediów, bliską lokalizacją przystanku tramwajowego, jak również ogólną zdrowotnością okolicy. Wybór padł więc na tereny w trójkącie ulic: Grunwaldzka, Bułgarska i Marszałkowska, które były nieodległe od osiedla Ostroroga i gdzie docierał już tramwaj.
Plany urbanistyczne osiedla stworzyła para młodych architektów z Warszawy: Kazimierz Gawroński (syn generała Wiktora Gawrońskiego) i Miruta Słońska (córka pisarza i poety Edwarda Słońskiego). Wybór kobiety i do tego córki pułkownika legionowego nie był przyjęty dobrze przez poznańskie środowiska konserwatywne i endeckie. Najstarszy plan osiedla pochodzi z 1933 i zawiera w ogólności zrealizowaną ostatecznie koncepcję. Jednostka zbliżona do trójkąta o skośnej siatce ulic w stosunku do głównej arterii (ulicy Grunwaldzkiej) posiadała rodzaj bramy wjazdowej, którą była ulica Kasztelanów (obecnie Conrada Drzewieckiego). Prostopadle doń, a równolegle do ulicy Grunwaldzkiej przebiega ulica Kasztelańska izolująca resztę osiedla od gwarnej i ruchliwej Grunwaldzkiej. Na skos zaplanowane były ulice (od zachodu): Trybunalska, Podkomorska, Senatorska i Kanclerska. Zaplanowano też układ prostopadłych do tych szlaków pieszych skrótów, schodkowo przesuwających się w kierunku północnym. Ostatecznie zrealizowano tylko jeden z nich, który uzyskał nazwę ulicy Miecznikowskiej, a także dwa bezimienne - między Trybunalska i Bułgarską (nigdy nie powstał) i między Senatorską i Kanclerską (zlikwidowany na przełomie lat 70. i 80. XX wieku). Wzdłuż ulicy Trybunalskiej wydzielono duże działki publiczne po 3000 m², m.in. z przeznaczeniem na szkołę, która ostatecznie powstała dopiero jako tysiąclatka im. Władimira Komarowa. 
Według dalekosiężnych planów Czarneckiego zabudowa osiedla miała być w przyszłości kontynuowana w kierunku północnym do ulicy Bukowskiej, z główną osią w postaci ulicy Grochowskiej, co integrować miało samą Abisynię, osiedle Ostroroga, planowane osiedle Promienista-Słoneczna i osiedle tramwajarskie na ul. Grodziskiej. Zabudowę uzupełniać miał kościół i plac targowy. Do 1939 udało się zrealizować jedynie boisko w rejonie obecnego McDonald’sa przy ul. Grunwaldzkiej.
W kwietniu 1933 Kazimierz Gawroński otrzymał wypowiedzenie, a jesienią tego roku, na własne życzenie, z pracy odeszła Miruta Słońska. W listopadzie tego samego roku rozpoczęto prace geodezyjne, a postępami interesował się osobiście generał Roman Górecki (prezes BGK), wizytując plac budowy. W 1934 doprowadzono na osiedle gaz i wodę, jak również wytyczono siatkę ulic. Z kredytu bankowego wydano na ten cel 250.000 złotych. W 1935 doprowadzono prąd i wybudowano stację transformatorową. W pracach budowlanych uczestniczyli najbiedniejsi Poznaniacy, m.in. komunista Jan Brygier. Od 19 sierpnia 1935 można było składać wnioski o udzielenie kredytu na budowę domów.
Standardowa parcela miała 950 m² i kosztowała początkowo 3,50 zł/m² (pod koniec lat 30. XX wieku było to już 8 zł/m²). Bank dawał rok na przedstawienie projektu i drugi na wybudowanie domu. W przypadku niewywiązania się z tego terminu parcela wracała do Skarbu Państwa i przepadał wkład własny. Miało to wyeliminować spekulantów. Zainteresowani musieli dysponować wysokim wkładem własnym (50%) i mieć pozytywna opinię Komitetu Rozbudowy Miasta. Miasto oferowało wysokie ulgi podatkowe, m.in. 15-letnie zwolnienie z podatku od  nieruchomości. Średni koszt zakupu działki i wybudowania domu wynosił około 30.000 złotych (dość wysokie pensje nie przekraczały w 1939 tysiąca złotych). Oferta adresowana była więc do wyższej klasy średniej i była tańsza od Ostroroga i Sołacza, ale droższa od Starołęki, Dębca i Junikowa.
Warunki osiedlowej zabudowy regulowało zarządzenie ministra spraw wewnętrznych z 1935 zawierające 35 paragrafów. M.in. powierzchnia niezabudowana winna mieć 580 m² bez przedogórdków, dom winien być zbudowany cztery metry od ulicy i działki sąsiada, budynki gospodarcze mogły mieć najwyżej 60 m², być parterowe, zlokalizowane w rogu działki i wzniesione wyłącznie w sytuacji, gdy sąsiad chciał wznieść takie same. Zabraniano hodowli bydła, drobiu i innego inwentarza. Wille mogły mieć tylko parter i jedno piętro, a poddasze i piwnice nie mogły mieć funkcji mieszkaniowych. Wysokość domu musiała się wahać między 7 a 9 metrów (przy ul. Grunwaldzkiej dwa piętra i do 12,5 m wysokości). Ogrodzenia musiały być wykonane z siatki osadzonej na ramie żelaznej i posadowione na klinkierowym cokole (drut kolczasty nie mógł wystawać poza obręb działki). Obramienia okien i drzwi mogło być wykonane z cegły klinkierowej barwy wiśniowej. Zabraniano wszelkich rustyk, dekoracji, kolumn, pilastrów, gzymsów, lizen i okiennic. Wejścia główne i klatki schodowe musiały być ulokowane od północy. Użycie barwionego szkła możliwe było tylko za zgodą Zarządu Miejskiego. Balkony nie mogły być budowane od strony sąsiadów i nie mogły być głębsze niż 1,7 m. Zabronione były jakiekolwiek szyldy, reklamy, tablice, z wyjątkiem tabliczek zawodowych o wymiarach 15 x 33 cm. Nazwy willi można było umieszczać jedynie za zgodą Zarządu Miejskiego. Dachy miały być płaskie, a ich nachylenie nie mogło przekraczać 15 stopni. Minimalna powierzchnia łazienki musiała wynosić 4,5 m². BGK zaproponował katalog projektów gotowych dla osiedla, jednak nie zbudowano według niego ani jednego budynku. 

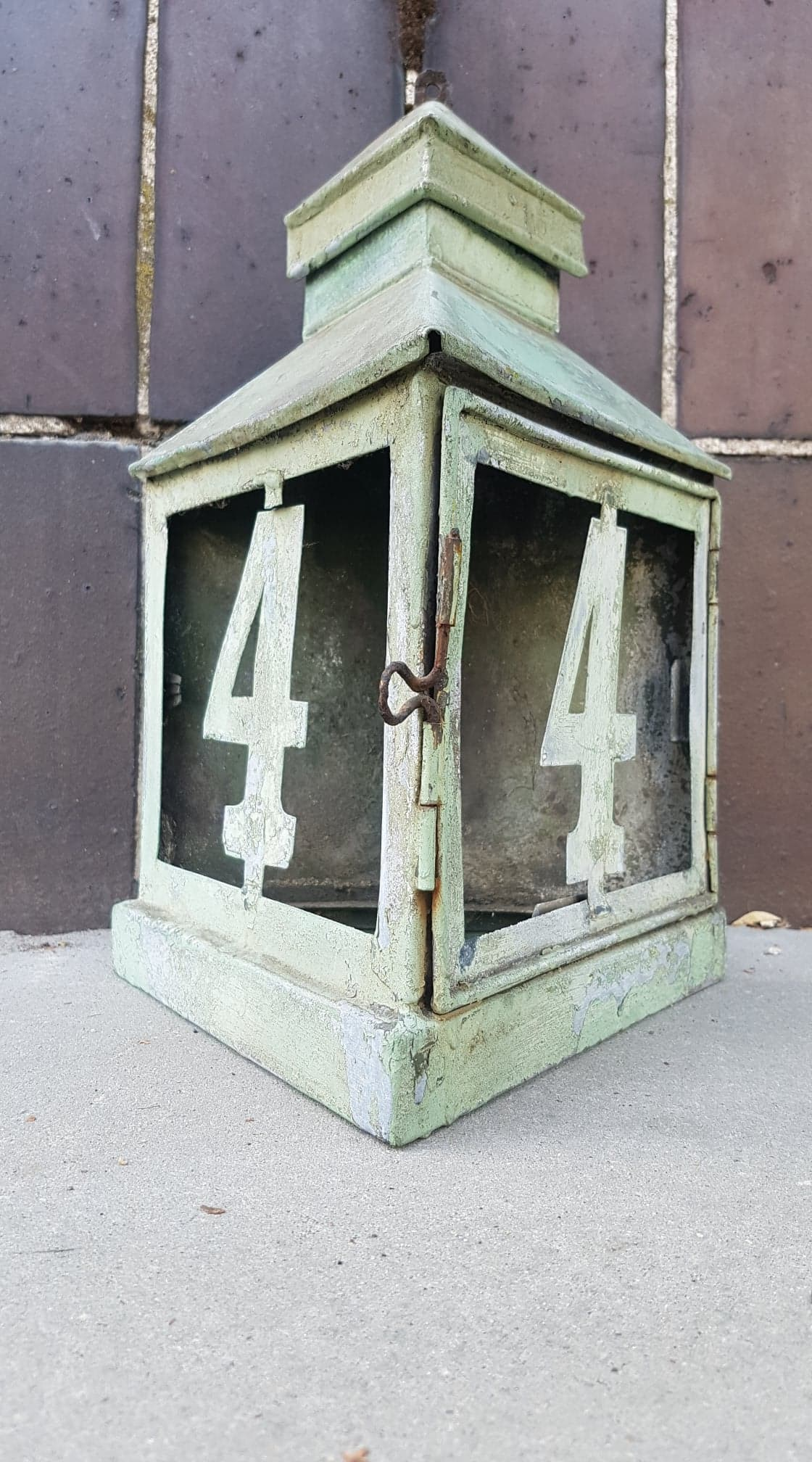
Blaszany numer domu przy ul. Podkomorskiej 4

Pierwsze domy rozpoczęto wznosić w końcu 1935. Do końca 1936 zbudowano kanalizację burzową, krawężniki i zainstalowano dość anachroniczne latarnie gazowe zapalane przez latarnika i wydające denerwujący syk. W domu Franciszka Witaszka zamontowano prototypowe ogrzewanie gazowe projektu inżyniera Czesława Gotschalka. Jesienią 1938 wytyczono nowe ulice: Podstolińską i Cześnikowską. Mimo istnienia wodociągów, wiosną 1939 ukończono budowę sieci pomp stojakowych dostarczających wody z poziomu wodonośnego 14 metrów.

### Nazwa
Na nazwę osiedla wpływ miała tocząca się wojna włosko-abisyńska, przy czym sympatia mieszkańców Poznania ulokowana była po stronie dzielnie walczących Etiopczyków. Pojawiały się legendy miejskie o wizycie etiopskich księżniczek, Goplana wprowadziła na rynek cukierki pod nazwą Mieszanka abisyńska, a znachorzy oferowali płyn na odciski Abisynin. Przy ulicy Grunwaldzkiej otwarto restaurację Abisynja. Dla osiedla lansowano nazwę Bankowe lub BeGieKu. Jednak jego położenie na piaskach, w pobliżu pustynnych terenów nazywanych Wydmami, z dala od centrum, w pobliżu znacznie bardziej prestiżowego Ostroroga, nasunął nazwę Abisynii, która zafunkcjonowała przed 1936. Wpływ na to miała także biała, purystyczna, modernistyczna architektura poszczególnych domów. Nazwa ta popularna była wówczas w innych polskich miastach, dzielnice o takiej nazwie istniały m.in. w Grudziądzu, Bydgoszczy, Tczewie, Toruniu, Pleszewie, Środzie Wielkopolskiej, Śremie i Sosnowcu. Poznańska Abisynia wyróżniała się jednak tym, że była jedynym osiedlem willowym o tej nazwie, pozostałe były raczej dzielnicami biedoty, podobnie jak dwie inne poznańskie Abisynie zlokalizowane przy ul. Bałtyckiej i wzdłuż Alei Bułgarskiej – mieszkali tam ubodzy ludzie wysiedleni z wesołego miasteczka pozostałego po Powszechnej Wystawie Krajowej z 1929. Jakkolwiek powszechnie używana, nazwa Abisynia nigdy nie uzyskała statusu urzędowego. Komisja nazewnicza uchwaliła oficjalna nazwę Kasztelanów. W obiegu były również mniej popularne miana: Ostroróg B oraz Nowe Osiedle Grunwaldzkie. Ta druga nazwa widniała na tablicach tramwajowych.

### Okupacja
Po napaści na Polskę, Niemcy zajęli Poznań. W październiku 1939 zmieniono nazwy ulic, według następującego klucza: Senatorska na Senatorenweg, Marszałkowska na Marschallenstrasse, Kasztelanów na Burgvogtstrasse, Podkomorska na Kennemannstrasse (na cześć Hermanna Kennemanna), Podstolińska na Tiedemannstrasse (na cześć Heinricha Tiedemanna), Kanclerska na Hansastrasse, Cześnikowska na Linzerstrasse, Kasztelańska na Wittekindstrasse (od Widukinda), Miecznikowska na Hiltrudstrasse (od księżniczki Hiltrudy), a Trybunalska na Franz von Schönerer-Strasse, co było błędem nazewniczym, ponieważ osoba taka nie istniała, a chodziło zapewne o Georga von Schönerera, austriackiego nacjonalistę.
Wysiedlenia Polaków rozpoczęto już w początku grudnia 1939, a ukończono na Boże Narodzenie tego roku. Ludzi najczęściej wysyłano do Generalnej Guberni lub na roboty do III Rzeszy, za pośrednictwem obozu przesiedleńczego na Głównej. W styczniu 1940 osiedle oficjalnie zostało pozbawione prawowitych polskich mieszkańców. Domy przejęte przez Urząd Powierniczy stopniowo przekazywano Niemcom bałtyckim (podobnie stało się z Osiedlem Ostroroga i niektórymi budynkami na Sołaczu). Trafiali tu głównie osobnicy z Tallina, Rygi, Dorpatu i Kandavy, ale było też kilku z Wołynia i Besarabii. Niektórzy z nich nie potrafili mówić po niemiecku, ale wielu było członkami SS i SA lub funkcjonariuszami Kripo. Wśród okupacyjnych mieszkańców Abisynii (nazywanej przez Niemców Klein Palästina, co było jeszcze używane po wojnie przez niektórych Polaków, jako Mała Palestyna) należeli m.in.:
- Carl Stahl-Urah, architekt, autor scenografii do filmu Doktor Mabuse autorstwa Fritza Langa z 1922,
- August Witte, architekt z Rygi, autor budynku Ryskiego Towarzystwa Hipotecznego, obecnie Ministerstwa Spraw Zagranicznych,
- Paul Batzer, senator Wolnego Miasta Gdańska z ramienia NSDAP, gdzie zajmował się promocją turystyki, od 1941 regionalny doradca ekonomiczny w Kraju Warty,
- sturmbahnführer SA, Otto Kraus, były architekt, późniejszy członek komanndo Arthura Nebego, zamieszkały w willi po Franciszku Witaszku,
- Gessa Makkewitz, sekretarka i stenotypistka Wilhelma Koppego,
- Hans Schulz-Wiedemann, adiutant i przyjaciel Arthura Greisera, który był częstym gościem mieszkańców osiedla,
- gebietsführer Werner Kuhnt, propagandowy pisarz (np. W obowiązku i radości. Przygoda w Hitlerjugend), po wojnie działacz NPD, kwestionujący autentyczność Dziennika Anny Frank,
- haupsturmführer Berndt Lubich von Milovan, członek dywizji Totenkopf i jego matka Elwira, działaczka Stanu Żywicieli Rzeszy odpowiadająca za inwentaryzację książek w Bibliotece Raczyńskich,
- pułkownik Schutzpolizei Egon Erzum, likwidator getta w Słonimiu, pacyfikator Naliboków oraz partyzantki w Jugosławii, oszust i malwersant, po wojnie polityk bawarskiej CSU i burmistrz Leutershausen,
- baron Andreas von Koskull, sturmbahnführer SS, zbrodniarz wojenny, zastępca Erharda Kroegera (dowódcy Einschatzkommado 6, ktróre zajmowało się ostatecznym rozwiązaniem kwestii żydowskiej na Ukrainie)[1].

Do ostatecznego pożegnania Niemców na Abisynii doszło natomiast w styczniu 1945. Na końcowym przystanku tramwajowym przy ul. Kasztelanów urządzono wówczas punkt zborny dla ewakuacji. 20 stycznia 1945 po godzinie 20 kilkuset Niemców wyruszyło pieszo lub konno na zachód. Grupa ta ostatecznie dotarła do Frankfurtu nad Odrą. Podczas walk o Poznań pociskami trafiono domy na ul. Podkomorskiej 5, 6, 9 i 15, Grunwaldzkiej 125 i Kasztelańskiej 11, 19, 25 i 39. Część z nich uległa spaleniu i oszabrowaniu.

### Po 1945
Wkrótce po powrocie polskich właścicieli odbyła się akcja dokwaterowania lokatorów. Dużą część budynków zajęli żołnierze Armii Czerwonej. Począwszy od kwietnia 1945 akcja ta nabrała systematyczności. Przy ul. Kanclerskiej 2 urządzono kasyno oficerskie. Na porządku dziennym były pijackie awantury, bójki, napady, a nawet donoszono o morderstwach. Rosjanie palili w piecach porąbanymi meblami. Ostatecznie opuścili oni osiedle w sierpniu 1946, często wymontowując wyposażenie: krany, umywalki i inne. Po ich odejściu polska Garnizonowa Administracja Domów przejęła część willi celem zakwaterowania w nich wojskowych aparatczyków. Mieszkali tu wówczas m.in.:
- podpułkownik Jan Radwański, prezes Wojskowego Sądu Rejonowego w Poznaniu,
- Faustyn Ładosz, wiceminister poczt i telegrafów,
- Stefan Askanas, dyrektor MTP, dobry znajomy Józefa Cyrankiewicza, który często go tu odwiedzał,
- podpułkownik Ryszard Szwagierczak, naczelnik Wydziału Paszportowego, odwiedzany regularnie przez Mieczysława Moczara[1].

Latem 1953 rozpoczęła się rozbudowa osiedla o nową część zwaną Kuszewem (rejon ulicy Kasztelańskiej i Bułgarskiej), od nazwiska Bronisława Kuszy, dyrektora finansowego Poznańskiego Przedsiębiorstwa Budowlanego. Wznoszenie domów jednorodzinnych w tych latach było ewenementem (żył jeszcze Józef Stalin) i kosztowało Kuszę kilka lat zabiegów i przekonywań władz zwierzchnich. Ostatecznie powstało pierwsze w Polsce powojennej spółdzielcze osiedle domów jednorodzinnych według projektu Stanisława Bandycha. Warunek władz był jednak taki, że w połowie bliźniaka mieszkać ma inteligent, a w drugiej robotnik, przodownik pracy. Podczas budowy wykorzystywano materiały staroużyteczne, m.in. z fortów i Cytadeli. 
Około 1954 zawiązało się Spółdzielcze Zrzeszenie Budowy Domów Jednorodzinnych dla Pracowników Szkół Wyższych w Poznaniu, co było następstwem nabycia przez Uniwersytet Poznański działek na Abisynii jeszcze w latach 40. XX wieku. Podobnie jak w przypadku Kuszewa i tutaj domy rozpoczęto wznosić systemem gospodarczym z materiałów rozbiórkowych. Z uwagi na przekrój społeczny mieszkańców przyjęła się dla tej części osiedla nazwa Mądralin. Zabudowano działki przy ulicach Podkomorskiej, Senatorskiej, Kanclerskiej i Podstolińskiej, na północ od Marszałkowskiej, w kierunku Cześnikowskiej. Na osiedlu tym zamieszkali w dużej liczbie profesorowie poznańskich uczelni wyższych. Prace przy budowie nie szły jednak zbyt dynamicznie, ponieważ w 1956 z 29 domów zamieszkano jedynie dziewięć. Stopniowo, w następnych latach zabudowano resztę obszaru. 
Po 1989 wiele z domów uległo przebudowie, przy nie zawsze zachowanym duchu oryginalnej architektury modernistycznej.

## Połączenie tramwajowe
Do listopada 1936 linia tramwajowa docierała tylko do osiedla Ostroroga, a dalej należało przejść około kilometra błotnistą i wyboistą ulicą Grunwaldzką. Pod naciskiem mieszkańców i banku w listopadzie rozpoczęto przedłużanie linii tramwajowej o 1300 metrów, co zajęło dwa miesiące i kosztowało 100.000 złotych. 31 grudnia 1936 nastąpiło otwarcie gotowej linii. Pierwszy tramwaj w kierunku Abisynii wyruszył o godzinie 10:30. Oficjalne uroczystości odbyły się 1 stycznia 1937 przy udziale Cyryla Ratajskiego (wówczas odsuniętego od prezydentury przez Sanację), komisarycznego prezydenta Tadeusza Rugego i dyrektora Poznańskiej Kolei Elektrycznej, Wiktora Maćkowiaka. Grupa oficjeli dotarła do końcowego przystanku Osiedle Grunwaldzkie o godzinie 11.58 (przystanek ten znajdował się przy ul. Kasztelanów, obecnie Drzewieckiego). Obok torowiska wykonano klinkierową jezdnię. Do abisyńskiej końcówki docierały tramwaje linii 3 i 6, liniówka miesięczna do centrum kosztowała 13 złotych, a ostatni pociąg odjeżdżał do centrum o godzinie 23:48. Linia była jednotorowa z mijankami. Na wysokości ul. Marszałkowskiej ulokowano przystanek na żądanie. Zarząd Miejski spodziewał się deficytu, ale już od 1938 konieczne było dołączanie wagonów doczepnych. 
W styczniu 1945 przystanek końcowy był punktem zbornym, gdzie uciekający Niemcy formowali kolumny wozów i ciężarówek, by wydostać się w kierunku Frankfurtu nad Odrą. Po walkach o Poznań na przystanku leżał przez krótki czas przewrócony wagon typu KSW. W czerwcu 1945 przywrócono ruch na linii, a w 1948 przedłużono ją do ul. Bolkowickiej. W latach 1962–1964 dobudowano drugi tor, a ulica Grunwaldzka stała się arterią dwupasmową.

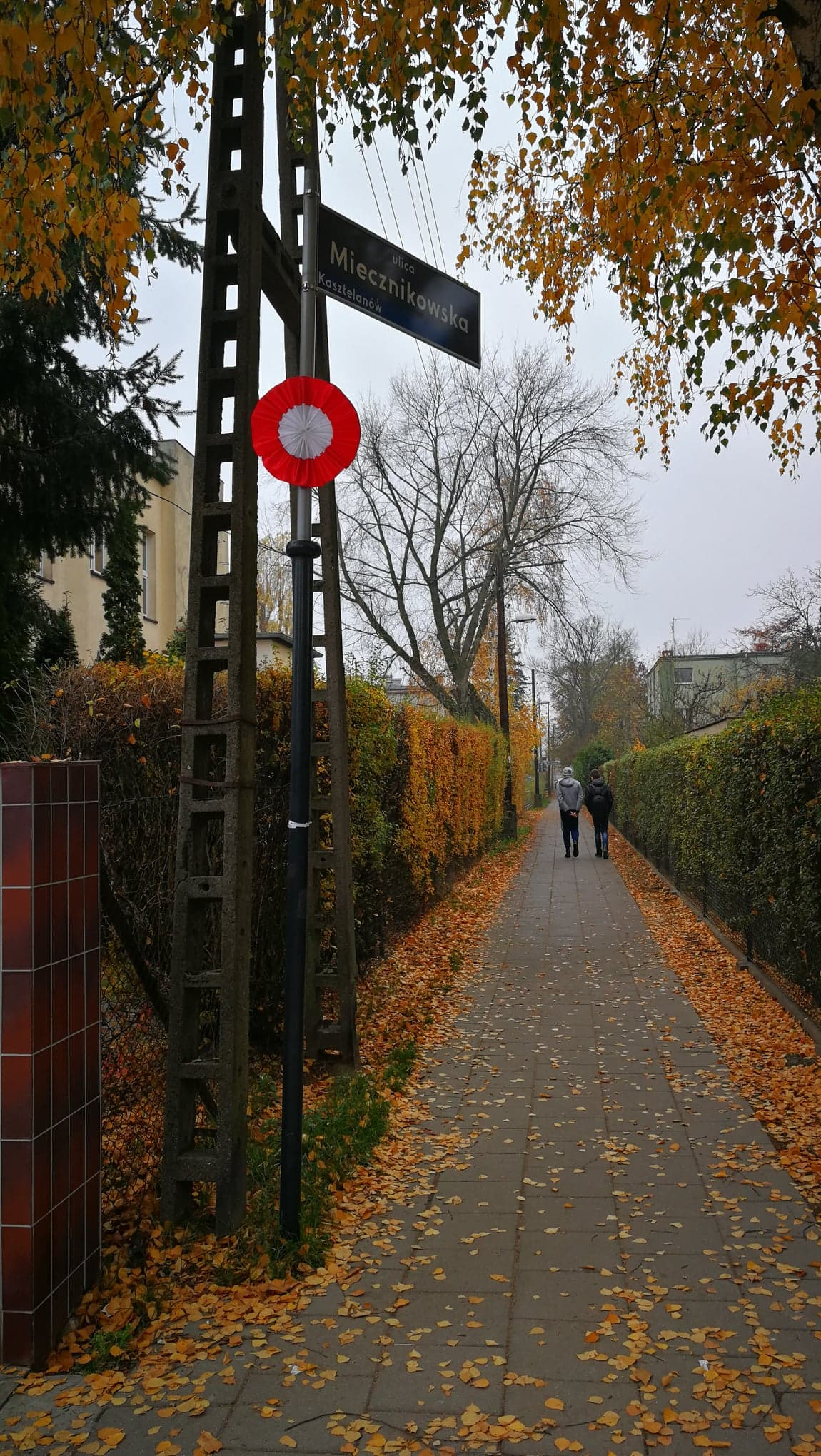
Ulica Miecznikowska jesienią 2018

## Przyroda
Ogrody Abisynii stanowią doskonałą enklawę dla zwierząt. Ssaki są reprezentowane przez lisa, jeża, wiewiórkę oraz nietoperza nocka rudego, a płazy przez traszkę grzebieniastą i żabę trawną. Z ptaków występują tu: wróbel, szpak, mazurek, modraszka, bogatka zwyczajna, kos, sierpówka, sroka, wrona siwa i gawron, a z rzadszych dzięcioł duży, pełzacz ogrodowy, kowalik, sójka, pleszka, rudzik, gil, grubodziób, szczygieł, dzwoniec, czeczotka, grzywacz, kwiczoł, czarnogłówka i krogulec. Na oczkach wodnych lądują wędrujące krzyżówki. Zamieszkały przed II wojną światową przy ul. Podkomorskiej 12 prof. Jan Sokołowski opracował standardowy typ skrzynki lęgowej, który używany jest do dziś przez mieszkańców. Z owadów na terenie osiedla występują m.in. trzmiel ziemny, trzmiel rudy, murarka ogrodowa i rusałka pawik.

## Istotniejsze realizacje
Do najbardziej interesujących architektonicznie budynków na osiedlu należą:
- willa Bronisława Dietla przy ul. Grunwaldzkiej 107, pierwsza modernistyczna realizacja Stanisława Mieczkowskiego, projektanta ziemiańskich pałaców,
- willa Alfreda Pedy (prezesa Izby Rzemieślniczej) przy ul. Grunwaldzkiej 111 z płaskorzeźbą maryjną,
- dom własny budowniczego Witolda Orwata przy ul. Grunwaldzkiej 125,
- willa Mariana Podbiery (adwokata) przy ul. Kanclerskiej 4, o delikatnych nawiązaniach do baroku,
- willa Michalskich przy ul. Kasztelańskiej 19, łącząca modernizm z elementami historycznymi,
- willa Marcelego Zocha (rzecznika patentowego) przy ul. Kasztelańskiej 29 z medalionem z wyobrażeniem Jezusa,
- willa Ksawerego Haszkiewicza (leśnika) przy ul. Podkomorskiej 5,
- willa Stefana Popka (wojskowego) przy ul. Podkomorskiej 7,
- willa Alfonsa Grześka (bankowca) przy ul. Podkomorskiej 8,
- willa Arthura Bredschneidera (dyrektora poznańskich zakładów Maggi) przy ul. Podkomorskiej 9, zaprojektowana przez Adama Ballenstedta i wizualnie zbliżona do willi Słonińskich przy ul. Grunwaldzkiej 58, na Ostrorogu,
- willa Mieczysława Wierzbińskiego (bankowca) przy ul. Podkomorskiej 15 zaprojektowana przez Jana Ochotę z mistrzowsko zaprojektowanym balkonem na całą fasadę[1].

## Mieszkańcy Abisynii, Kuszewa i Mądralina
W różnych okresach istnienia osiedla mieszkali na nim m.in.:

- Stefan Askanas, dyrektor MTP,
- Adam Batycki, malarz,
- Zbyszko Chojnicki, geograf,
- Władysław Czarnecki, architekt,
- Jan Czekanowski, antropolog i etnograf,
- Bronisław Dietl, urzędnik, prezydent Torunia,
- Conrad Drzewiecki, tancerz i choreograf,
- Katarzyna Glabisz, ziemianka,
- Aleksandra Hoffmann, malarka[4],
- Władysław Hoffmann, prokurent kopalni górnośląskich,
- Wanda Jakubowska, śpiewaczka,
- Zygmunt Kałuski, chemik,
- Stefan Kamasa, altowiolista,
- Lucjan Kintopf, projektant tkanin artystycznych,
- Alfons Klafkowski, polityk i prawnik,
- Władysław Kuraszkiewicz, językoznawca i slawista,
- Dymitr Bogdan Kwiatkowski, socjolog,
- Marek Kwiek, akustyk,
- Gerard Labuda, historyk,
- Janusz Libicki, prawnik, ofiara zbrodni katyńskiej,
- Faustyn Ładosz, wiceminister poczt i telegrafów,
- Adam Piskorz, anestezjolog,
- Stefan Różycki, anatom,
- Władysław Rusiński, historyk,
- Marcin Scheffler, kartingowy mistrz Polski,
- Maria Siemionow, chirurg plastyczna,
- Witold Skalski, ekonomista,
- Lucyna Skałbania-Klimek, śpiewaczka,
- Jan Sokołowski, profesor zoolog,
- Mieczysław Suchocki, pracownik Instytutu Zachodniego,
- Maria Szeszuła, malarka[4],
- Waldemar Szeszuła, architekt[4],
- Zbigniew Szwagierczak, kierowca wyścigowy,
- Zbigniew Taszycki, malarz[4],
- Jan Theobald, prawnik,
- Edmund Węcławski, projektant mebli,
- Tomasz Polak (Węcławski), teolog,
- Franciszek Witaszek, lekarz, żołnierz ZWZ,
- Józef Wiza, działacz harcerski, żołnierz,
- Jan Ptaszyn Wróblewski, muzyk,
- Zbigniew Zakrzewski, ekonomista i prawnik,
- Florian Znaniecki, filozof i socjolog,
- Ludwik Zabrocki, językoznawca[1].